# 3月12日
3月12日是公历一年中的第71天（闰年第72天），离全年的结束还有294天。								

## 大事记

### 20世紀以前
- 前515年：在波斯帝國國王大流士一世支持下，猶太人在耶路撒冷重建耶路撒冷聖殿。
- 1622年：耶稣会的创始人依纳爵·罗耀拉和圣方济·沙勿略被罗马教宗额我略十五世封为基督教圣人。
- 1664年：新泽西成为英国殖民地。
- 1689年：前英格蘭國王詹姆士二世帶領法國軍隊登陸愛爾蘭科克郡，威廉黨人戰爭爆發。
- 1782年：四库全书编成。
- 1867年：美籍商船羅發號於臺灣恆春半島擱淺，當地原住民視船員為入侵者並殺害，引發羅發號事件。
- 1894年：瓶装可口可乐开始发售。

### 20世紀
- 1913年：澳大利亚正式命名其新都为堪培拉。
- 1918年：俄国宣布迁都莫斯科。
- 1925年：孫中山於北京逝世，國民黨由汪精衛接任主席。
- 1926年：大沽口事件发生。
- 1927年：由中國國民黨南洋支部的南洋國民黨左派人士在海峽殖民地新加坡展開了罷工遊行，史稱“牛車水事件”。
- 1930年：印度民族主义领袖圣雄甘地领导食盐进军运动，抗议英属印度的食盐公卖制。
- 1938年：德意志国防军进驻奥地利联邦国境内，并且将其合并成为纳粹德国的一个州。
- 1940年：芬兰和苏联签订割让卡累利阿、萨拉等部分领土的《莫斯科和平协定》，结束冬季战争。
- 1947年：冷战：美国总统哈瑞·S·杜鲁门在国会发表国情咨文，要求围堵共产主义势力的发展。
- 1952年：英國外交官黑斯廷斯·伊斯梅被任命為首任北大西洋公約組織秘書長。
- 1959年：日本社会党书记长浅沼稻次郎在北京发表演讲，指出“美帝国主义是日中两国人民共同的敌人”，引起日本舆论非议。
- 1967年：苏哈托政變奪權，迫苏加诺下台，出任印尼总统。
- 1968年：英屬模里西斯正式獨立成為模里西斯自治領，並在獨立後24年宣布放棄君主制。
- 1971年：土耳其最高軍事司令部向總統傑夫德特·蘇奈提出備忘錄（英语：1971 Turkish military memorandum），迫使總理蘇萊曼·狄米瑞下臺。
- 1977年：香港足球代表隊在1978年世界盃亞洲區外圍賽上以1:0擊敗新加坡奪得小組首名。
- 1990年：戈尔巴乔夫当选首任苏联总统。
- 1990年：台北市区里行政区域重新调整。
- 1993年：印度孟買的13個地點發生連環爆炸案，共造成253人死亡、713人受傷。
- 1996年：世界气象组织（WMO）指出缺水將是全世界城市面臨的首要問題。
- 1997年：新加坡前总理李光耀通过其新闻秘书发出一份文告，就“诽谤马来西亚柔佛治安风波”向马来西亚政府和人民公开道歉[1][2]。

### 21世紀
- 2002年：一艘貨櫃船與挖泥船在汲水門大橋附近相撞，挖泥船沉沒，船上15個人墮海，只有7個人獲救，死者包括俄羅斯和香港船員。
- 2003年：塞尔维亚总理佐兰·金吉奇在贝尔格勒遭到枪手兹韦兹丹·乔瓦诺维奇枪击死亡。
- 2004年：韩国国会投票通过以非法竞选和收贿等罪名弹劾韩国总统卢武铉。
- 2005年：中國國務院接受董建華辭去香港特別行政區行政長官職務。按照香港基本法的有關規定，由政務司司長曾蔭權署理行政長官，直至選出新的行政長官為止。在同日閉幕的全國政協十屆三次會議上，董建華被增選為全國政協副主席。
- 2006年：美軍士兵輪姦了一名14歲的伊拉克女孩，並將她和她的家人一起殺害。
- 2011年：日本九州新幹線全線通車。
- 2012年：根據美國人口調查局的估計，世界人口達到七十億人。
- 2018年： 孟加拉優速航空211號班機空難，造成51人死亡，20人受傷。[3]
- 2021年： 荷蘭一家名爲“De Poli”船舶管理公司發表聲明稱，該公司旗下一艘名為「大衛B」的化學品運輸船在幾內亞灣遭海盜襲擊， 有15名船員被綁架。

## 出生
- 1386年：足利義持，日本室町幕府第4代征夷大將軍（1428年逝世）
- 1637年：安妮·海德，英格兰国王詹姆斯二世的妻子（1671年逝世）
- 1672年：愛新覺羅允禔，康熙帝第一子，直郡王（1735年逝世）
- 1770年：弗朗索瓦·熱拉爾，法國歷史畫家、肖像畫家、插畫家（1837年逝世）
- 1685年：乔治·贝克莱，愛爾蘭哲學家（1753年逝世）
- 1818年：松浦武四郎，日本探險家（1888年逝世）
- 1823年：勝海舟，日本政治家（1899年逝世）
- 1824年：古斯塔夫·基爾霍夫，德國物理學家（1887年逝世）
- 1838年：威廉·亨利·珀金，英國化學家（1907年逝世）
- 1858年：阿道夫·奧克斯，美國報紙出版商、《紐約時報》前擁有人（1935年逝世）
- 1859年：恩納斯托·切薩羅，義大利數學家（1906年逝世）
- 1861年：約瑟夫·貝爾，英國工程師，鐵達尼號輪機長（1912年逝世）
- 1863年：弗拉迪米爾·維爾納茨基，俄羅斯礦物學家（1945年逝世）
- 1875年：查爾斯·金，賴比瑞亞政治人物，第17任賴比瑞亞總統（1961年逝世）
- 1878年：瑰瑪·甘甘妮，義大利神秘家（1903年逝世）
- 1880年：朱尔·布雷维耶，法國政治人物（1964年逝世）
- 1881年：穆斯塔法·凯末尔，土耳其国父（1938年逝世）
- 1884年：鹿鐘麟，中華民國國民革命軍高級將領（1966年逝世）
- 1890年：瓦斯拉夫·尼金斯基，波蘭裔俄羅斯芭蕾舞者、編舞家（1950年逝世）
- 1894年：葉山嘉樹，日本小說家（1945年逝世）
- 1898年：田汉，中國文藝家、劇作家（1968年逝世）
- 1910年：大平正芳，日本政治人物，第68任內閣總理大臣（1980年逝世）
- 1915年：赛福鼎·艾则孜，中國共產黨第十、十一屆中央政治局候補委員，曾領導「三區革命」（2003年逝世）
- 1923年：，美國太空人，水星計畫七人之一（2007年逝世）
- 1925年：江崎玲於奈，日本物理学家，1973年諾貝爾物理獎得主
- 1926年：黃旭華，中國船舶工程師（2025年逝世）
- 1926年：喬治·有吉，日裔美國政治人物，第3任夏威夷州州長
- 1931年：徐濱士，中國維修工程、表面工程和再製造工程專家（2023年逝世）
- 1937年：卡洛・博諾米（英语：Carlo Bonomi），義大利配音員（2022年逝世）
- 1943年：T·J·漢布林，英國血液學家、免疫學家（2012年逝世）
- 1946年：麗莎·明尼利，美國女演員、歌手
- 1947年：葉復台，台灣男藝人
- 1947年：米特·羅姆尼，美國商人、政治人物，現任猶他州聯邦參議員
- 1948年：詹姆士·泰勒，美國創作歌手、吉他手
- 1949年：也斯，香港作家（2013年逝世）
- 1949年：罗布·科恩，美國導演、製片人、編劇
- 1956年：詹宏志，台灣作家、出版人
- 1958年：朱天心，台灣作家
- 1958年：雅羅斯拉夫·弗萊格，捷克寄生蟲學家、進化生物學家
- 1959年：米洛拉德·多迪克，波士尼亞與赫塞哥維納政治人物，現任波士尼亞與赫塞哥維納主席團塞爾維亞族代表
- 1960年：寇特尼·B·凡斯，美國男演員
- 1963年：戴玉强，中國男高音歌唱家
- 1968年：本田雄，日本動畫人物設計師
- 1968年：亞倫·艾克哈特，美國男演員
- 1968年：譚美·達克沃斯，泰裔美國政治人物
- 1969年：岡村明美，日本女性聲優
- 1973年：冼振東，香港著名導演、編劇、演員、戲劇教育家
- 1974年：椎名碧流，日本女性聲優
- 1975年：沈可欣，香港女演員
- 1975年：埃德加拉斯·揚考斯卡斯，立陶宛職業足球運動員
- 1976年：趙薇，中國女演員、導演
- 1977年：安東尼奧·馬特烏·拉奧斯，西班牙足球裁判
- 1978年：種村有菜，日本漫畫家
- 1978年：南宮珉，韓國男演員
- 1979年：陳之漢，台灣部落客、直播主、YouTuber、網路名人、企業家、運動員
- 1979年：川村元气，日本电影制片人
- 1979年：萊斯·柯羅，美國男演員
- 1981年：齋藤千和，日本女性聲優
- 1982年：佐藤壽人，日本職業足球運動員
- 1984年：舒蕾亞·戈沙爾，印度女歌手
- 1984年：傑米·亞歷山大，美國女演員
- 1987年：許書豪，台灣男歌手
- 1987年：曾建怡，香港女演員
- 1987年：謝茜嘉·哈迪，美國女子游泳運動員
- 1987年：泰穆爾·拉迪亞波夫，亞塞拜然西洋棋特級大師。
- 1988年：王啸坤，中國男歌手
- 1988年：大原桃子，日本女性聲優
- 1989年：呂士軒，台灣男歌手
- 1990年：葉欣眉，台灣女藝人
- 1990年：鄧絜文，台灣女藝人
- 1991年：井出卓也，日本男演員、歌手
- 1994年：克里斯蒂娜·圭密，美國女歌手（2016年逝世）
- 1994年：吉列爾梅·比特科，巴西職業足球運動員
- 1995年：福田花音，日本女子偶像團體S/mileage成員
- 1996年：塞爾烏·吉拉西，幾內亞職業足球運動員
- 1997年：讓-菲利普·帕特里斯，法國男子擊劍運動員
- 1998年：羅綺雯，台灣女子團體IVI成員
- 1999年：小田櫻，日本女子偶像團體早安少女組成員
- 2001年：高橋文哉，日本模特兒、演員
- 2004年：江崎光，韓國女子偶像團體Kep1er成員

## 逝世

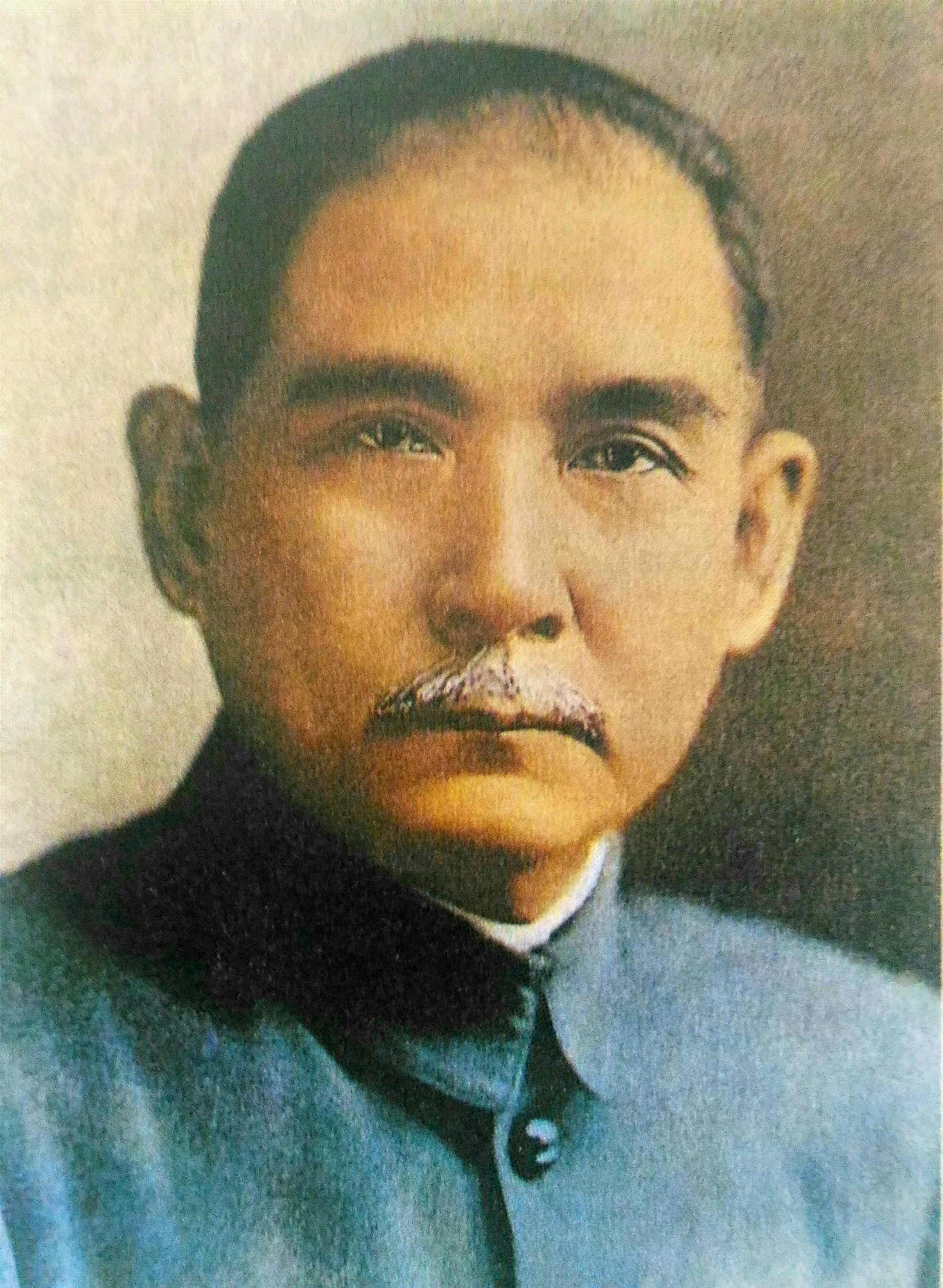
中華民國國父孫中山先生遺像

- 604年：教宗額我略一世，羅馬主教（約540年出生）
- 969年：辽穆宗耶律璟，辽朝皇帝（931年出生）
- 1374年：後光嚴天皇，日本北朝第4代天皇（1338年出生）
- 1832年：弗里德里希·库劳，德裔丹麥作曲家（1786年出生）
- 1872年：曾國藩，晚清军事家、理学家、政治家，湘军创始人，晚清散文“湘乡派”创立人，洋务运动代表人物（1811年出生）
- 1885年：普羅斯佩羅·斐迪南·奧雷穆諾，哥斯大黎加政治人物，第13任哥斯大黎加總統（1834年出生）
- 1898年：約翰·巴耳末，瑞士數學家、物理學家（1825年出生）
- 1914年：乔治·威斯汀豪斯，美國實業家、發明家，西屋公司創始人（1846年出生）
- 1925年：孫中山，中華民國國父，中國民主革命先驅（1866年出生）
- 1929年：阿薩·坎德勒，美國實業家，可口可樂公司創辦人（1851年出生）
- 1934年：勞倫斯·賴博，加拿大地質學家、古生物學家（1849年出生）
- 1942年：牛湛德，英國陸軍准將、板球運動員（1880年出生）
- 1946年：鈴木文治，日本政治家、勞工運動家（1885年出生）
- 1947年：葉秋木，臺灣政治人物，二二八事件受難者（1908年出生）
- 1955年：查利·帕克，Bebop爵士樂演奏家（1920年出生）
- 1976年：阿里·沙斯特羅阿米佐約，印尼政治人物，第8、10任印尼總理（1903年出生）
- 1978年：約翰·卡佐爾，美國男演員（1935年出生）
- 1990年：菲利普·蘇波，法國作家、詩人、小說家、評論家、政治活動家（1897年出生）
- 1993年：王震，中国共产党领导人、中國人民解放軍将领、中華人民共和國副主席（1908年出生）
- 1997年：劉紹棠，中國鄉土文學作家（1936年出生）
- 1999年：耶胡迪·梅纽因，美國小提琴家、指揮家（1916年出生）
- 2000年：龚品梅，中国天主教枢机（1901年出生）
- 2001年：西瓜刨，原名林根，香港演員，在粵語片時代飾演牙擦蘇而聞名（1918年出生）[4]
- 2003年：佐蘭·金吉奇，塞爾維亞哲學教授、政治人物，前任塞爾維亞總理（1952年出生）
- 2006年：久洛伊·伊什特萬（英语：István Gyulai），國際田徑聯合會秘書長（1943年出生）
- 2008年：拉扎爾·蓬蒂切利，法國政府承認的最後一位一戰老兵（1897年出生）
- 2014年：維拉·希蒂洛娃，捷克電影導演（1929年出生）
- 2015年：麥可·葛瑞夫，美國建築師（1934年出生）
- 2016年：劳埃德·沙普利，美國數學家、經濟學家，2012年诺贝尔经济学奖得主（1923年出生）
- 2016年：劉天健，台灣音樂製作人（1963年出生）
- 2021年：曹光彪，香港商人（1920年出生）
- 2023年：羅利·克倫普，美國動畫師、設計師（1930年出生）
- 2023年：李來柱，中國人民解放軍上將（1932年出生）
- 2023年：迪克·福斯貝里，美國男子跳高運動員（1947年出生）
- 2025年：奧利弗·米勒，美國職業籃球運動員（1970年出生）

## 节假日和习俗
- 世界反網路審查日
- 中華民國、 中华人民共和国：植树节
- 中華民國：國父逝世紀念日
- 模里西斯：獨立日